# Neznašov
Neznašov (dříve také Mezdašov) je vesnice, část obce Všemyslice v okrese České Budějovice v Jihočeském kraji. Nachází se asi 2,5 kilometru severovýchodně od Všemyslic a asi 5,5 kilometru severně od Jaderné elektrárny Temelín. Neznašov leží v katastrálním území Všemyslice o výměře 6,78 km². Ve vsi sídlí obecní úřad obce Všemyslice. Je zde evidováno 289 adres. V roce 2011 zde trvale žilo 583 obyvatel.

## Historie
První písemná zmínka o vesnici pochází z roku 1407. Sídlila zde jedna větev Kořenských z Terešova, ves měli v držení Vrtbové a jihočeská větev Berchtoldů z Uherčic, která měla zdejší zámek v držení do 1. poloviny 20. století. Dne 8. října 1744 se u Neznašova odehrálo válečné střetnutí v rámci válek o rakouské dědictví; tuto událost připomínají boží muka mezi Neznašovem a Všemyslicemi.
V souvislosti s výstavbou vodní nádrže Orlík zanikla sousední osada Kořensko.

## Obyvatelstvo
| Rok            | 1869 | 1880 | 1890 | 1900 | 1910 | 1921 | 1930 | 1950 | 1961 | 1970 | 1980 | 1991 | 2001 | 2011 | 2021 |
| -------------- | ---- | ---- | ---- | ---- | ---- | ---- | ---- | ---- | ---- | ---- | ---- | ---- | ---- | ---- | ---- |
| Počet obyvatel | 432  | 414  | 398  | 366  | 382  | 365  | 324  | 283  | 303  | 250  | 253  | 484  | 535  | 583  | 655  |
| Počet domů     | 79   | 72   | 72   | 72   | 70   | 70   | 75   | 81   | 81   | 81   | 84   | 151  | 164  | 196  | 220  |

## Pamětihodnosti a zajímavosti
- Kostel Nejsvětější Trojice s hřbitovem
- Zámek
- Hradiště
- Rovinné neopevněné sídliště
- Rudná štola
- Mohylník
- hrobka Berchtoldů, novobarokní sakrální stavba z roku 1938 nedaleko hřbitova, rekonstruovaná 1999–2000,[10] nad jejímiž dveřmi je nápis: V náruči Boží, z které jsme vyšli, se navečer všichni sejdeme zas.
- Kaple se zvoničkou u základní školy
- Pamětní deska připomínající návštěvu T. G. Masaryka ve škole 16. dubna 1920
- Boží muka mezi Neznašovem a Bohunicemi
- Židovský hřbitov jihovýchodně od vesnice
- Pomník obětem první a druhé světové války na návsi

## Galerie

Neznašov
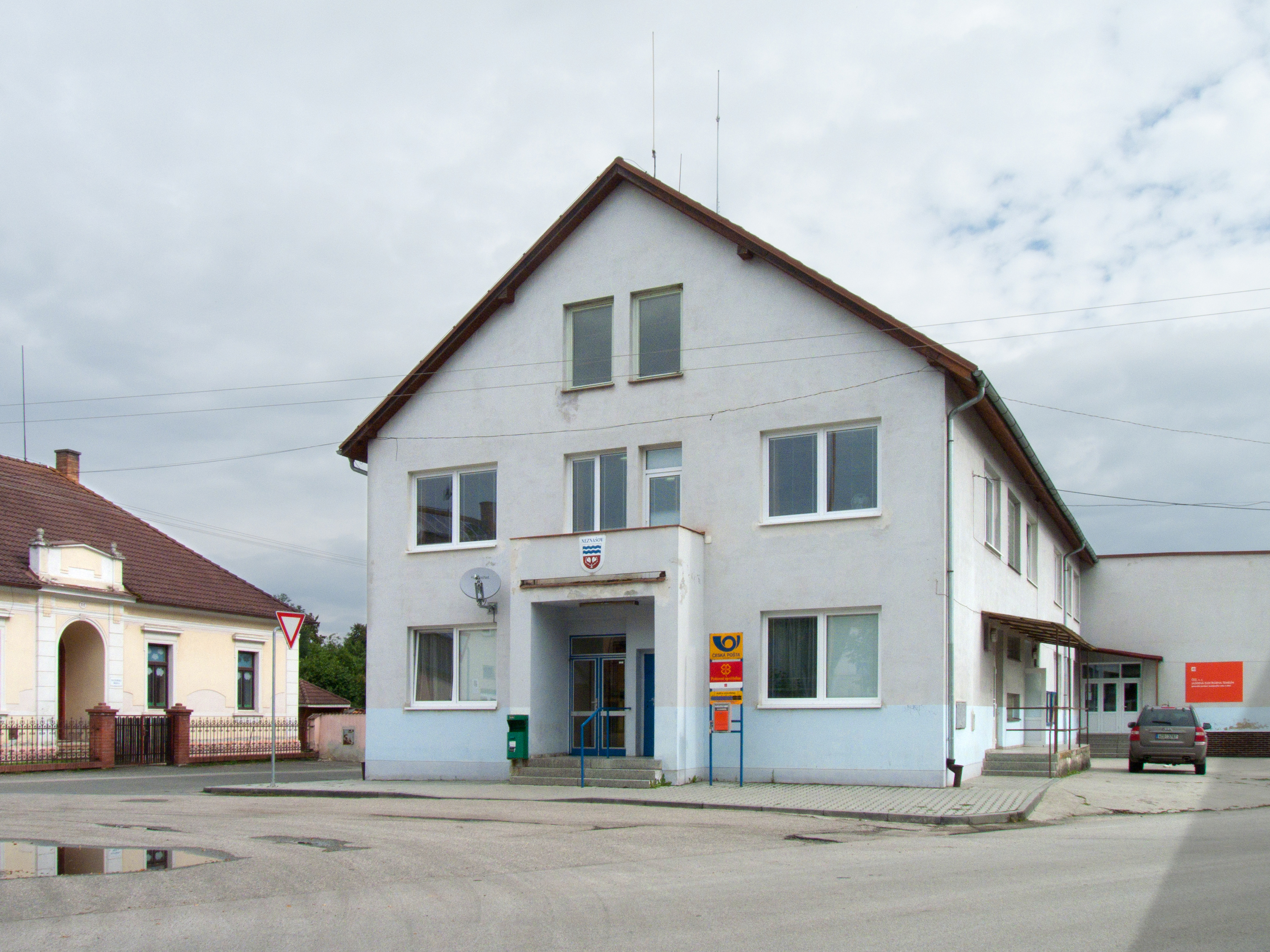
Pošta
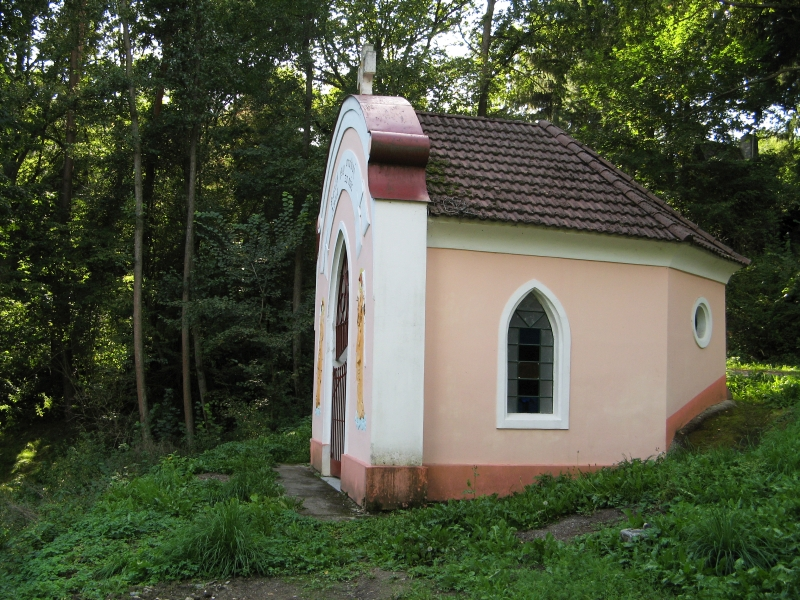
Kaplička
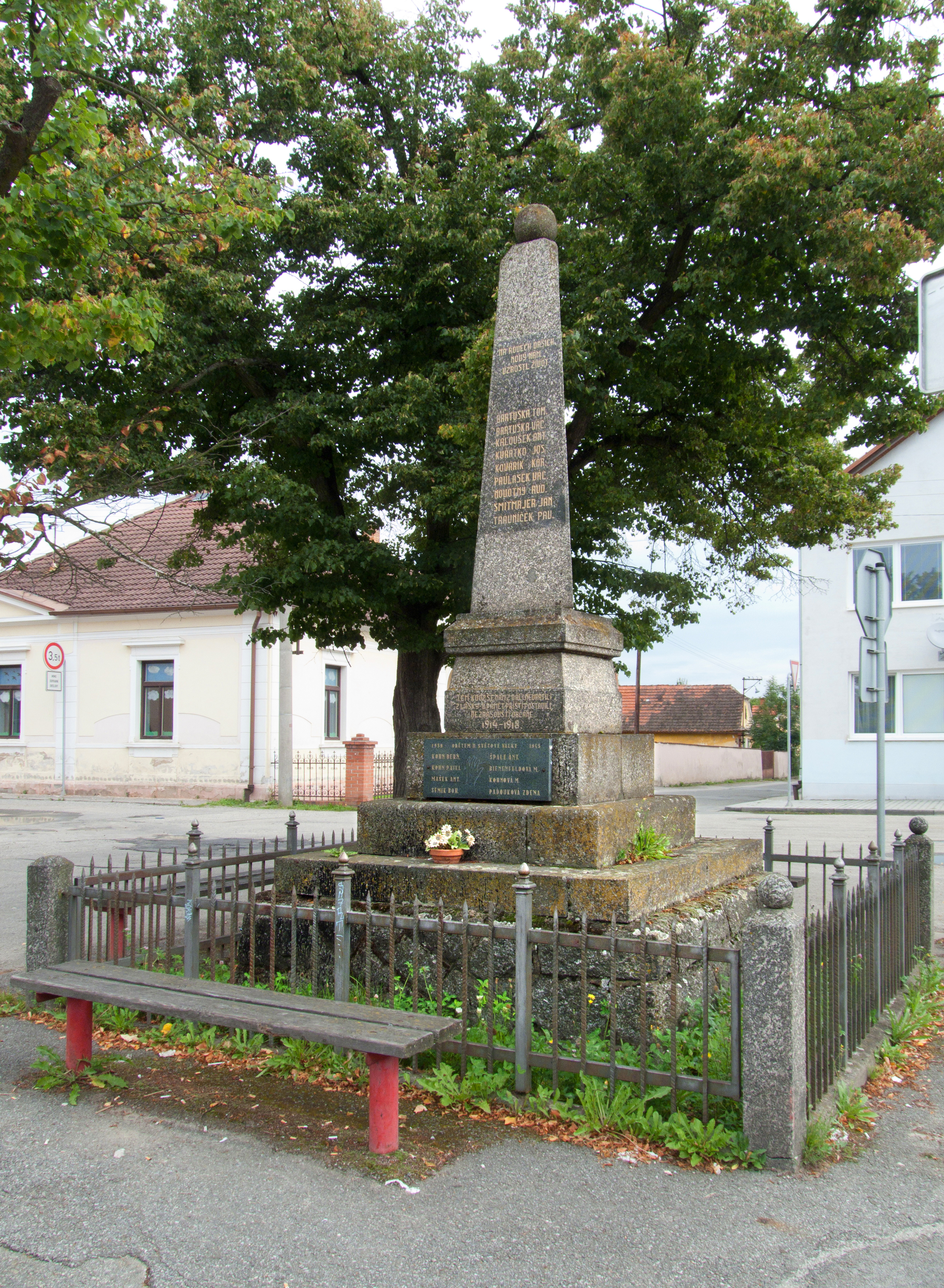
Pomník obětem světových válek
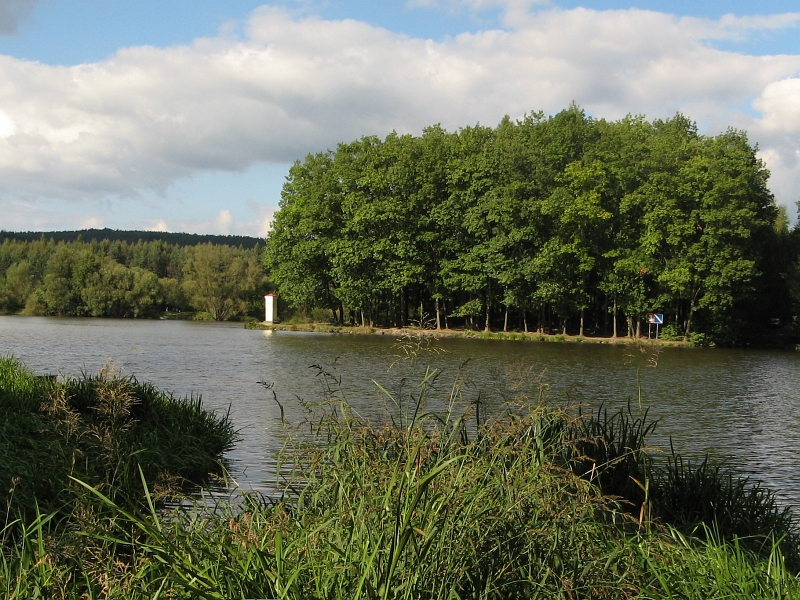
Boží muka na soutoku
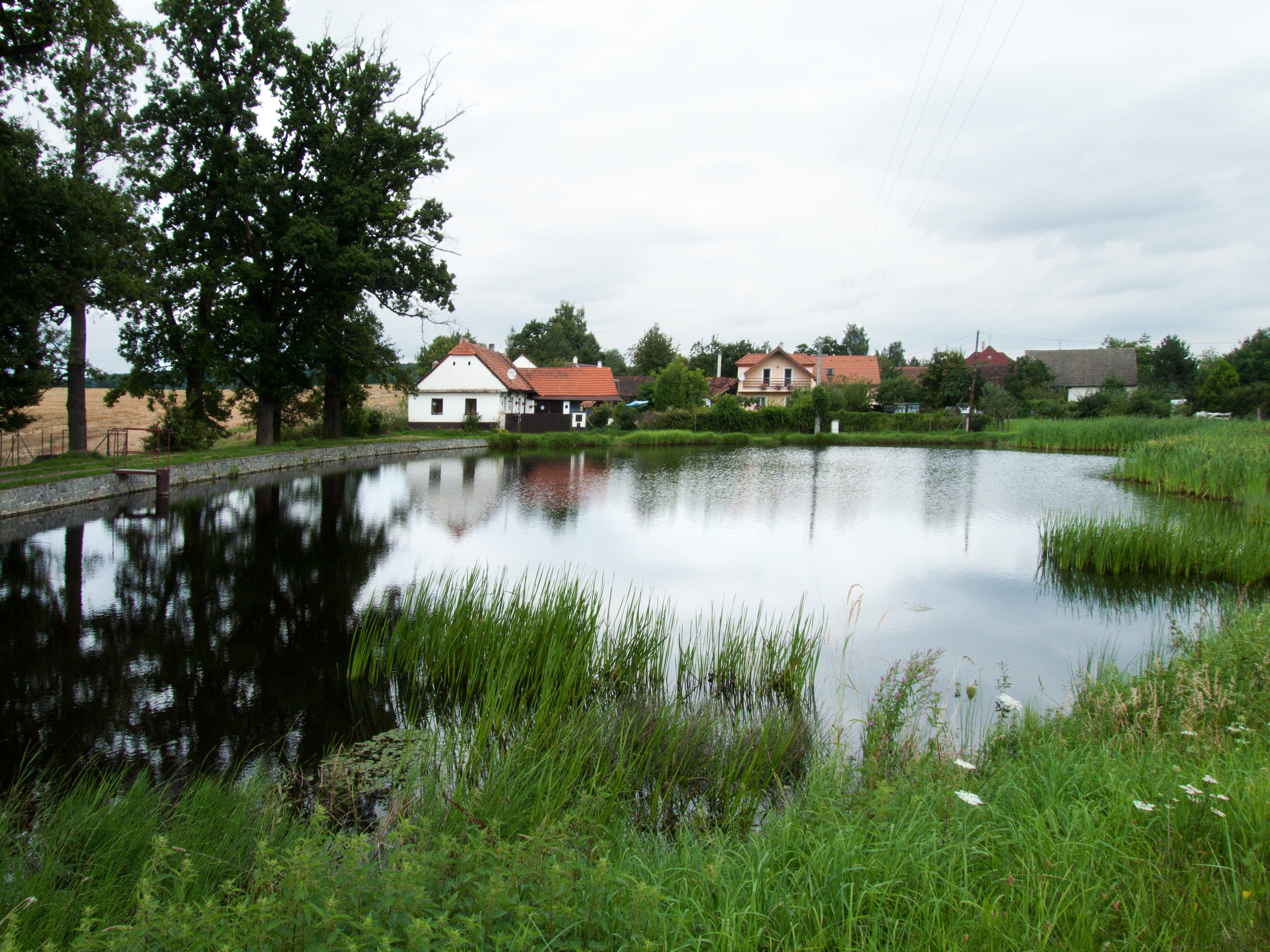
Pohled přes rybník